# Spannabis

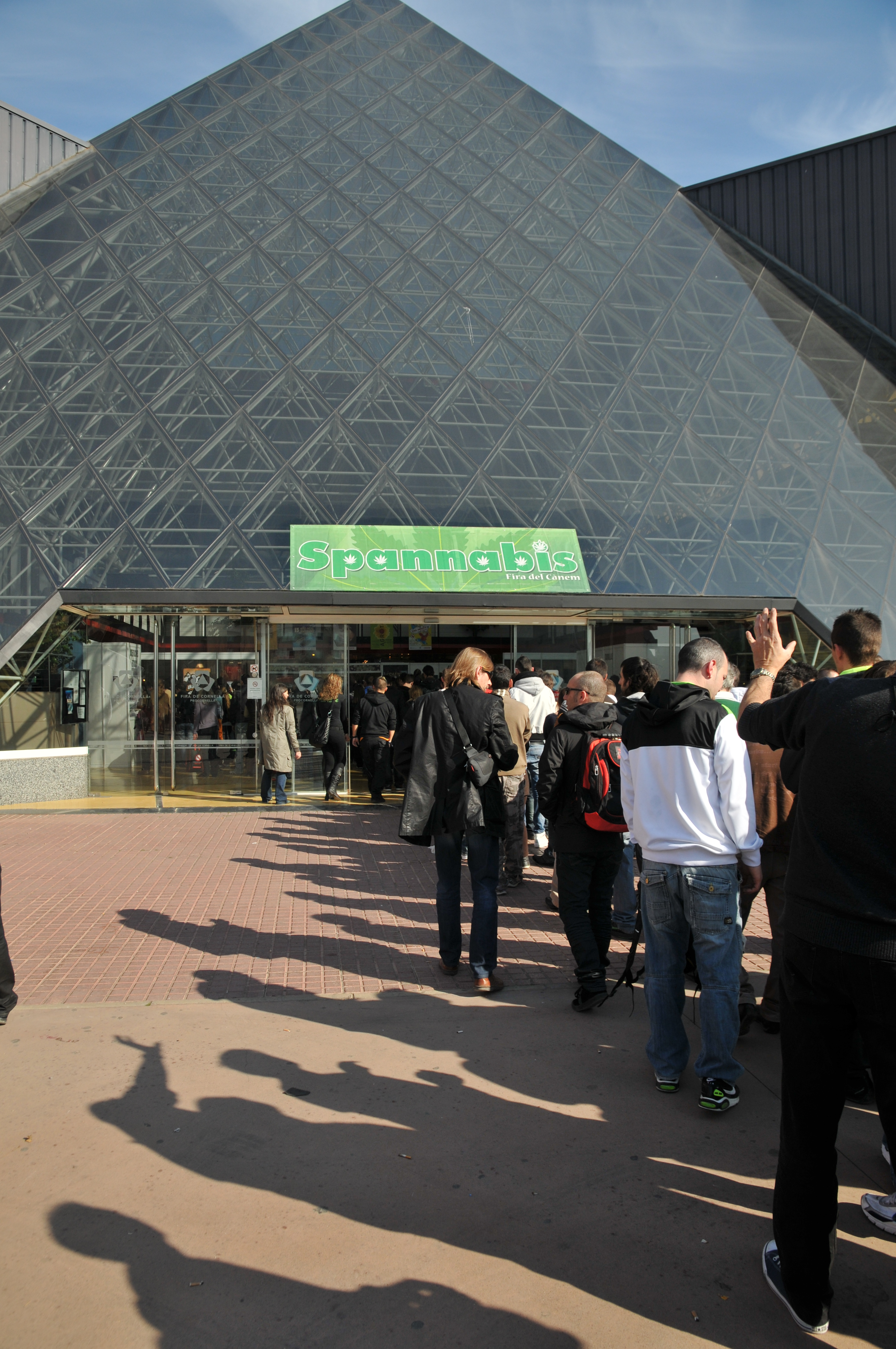
Entrada a Spannabis

Spannabis és una fira dedicada al cànem i a les tecnologies alternatives que se celebra anualment des de l’any 2002. Fins al 2025 ha tingut lloc a la ciutat de Barcelona. L’esdeveniment acull expositors que presenten productes i informació relacionada amb els usos industrials, recreatius i terapèutics del cànem, així com amb el seu cultiu i la comercialització de llavors. Els anys 2017 i 2018, Spannabis va registrar una assistència aproximada de 30.000 visitants. L’any 2011, membres del Parlament italià van presentar una queixa formal sobre la celebració de la fira.